# Stenus delawarensis
Stenus delawarensis är en skalbaggsart som beskrevs av Thomas Casey. Stenus delawarensis ingår i släktet Stenus och familjen kortvingar. Inga underarter finns listade i Catalogue of Life.